# Baie de Kola
La baie de Kola (en russe : Кольский залив), également appelée golfe de Kola, fjord de Kola ou encore fjord de Mourmansk, est un fjord de 57 km de long situé au nord de la péninsule de Kola et qui se jette dans la mer de Barents. Le fjord mesure jusqu'à 7 km dans sa partie la plus large et a une profondeur de 200 à 300 mètres. Les fleuves Touloma et Kola se déversent dans le fjord.
La rive occidentale est escarpée et abrupte, la rive orientale est relativement plate. Les ports de Mourmansk et Severomorsk sont situés sur la côte orientale. La base navale de Poliarny, quartier général de la flotte du Nord, est située sur la rive occidentale.
L'amplitude des marées semi-diurnes dans le fjord de Mourmansk mesurent jusqu'à 4 mètres. En hiver, la partie sud de la baie peut être recouverte de glace. Le pont de la baie de Kola (en) enjambe la baie de Kola, à proximité de son extrémité sud.

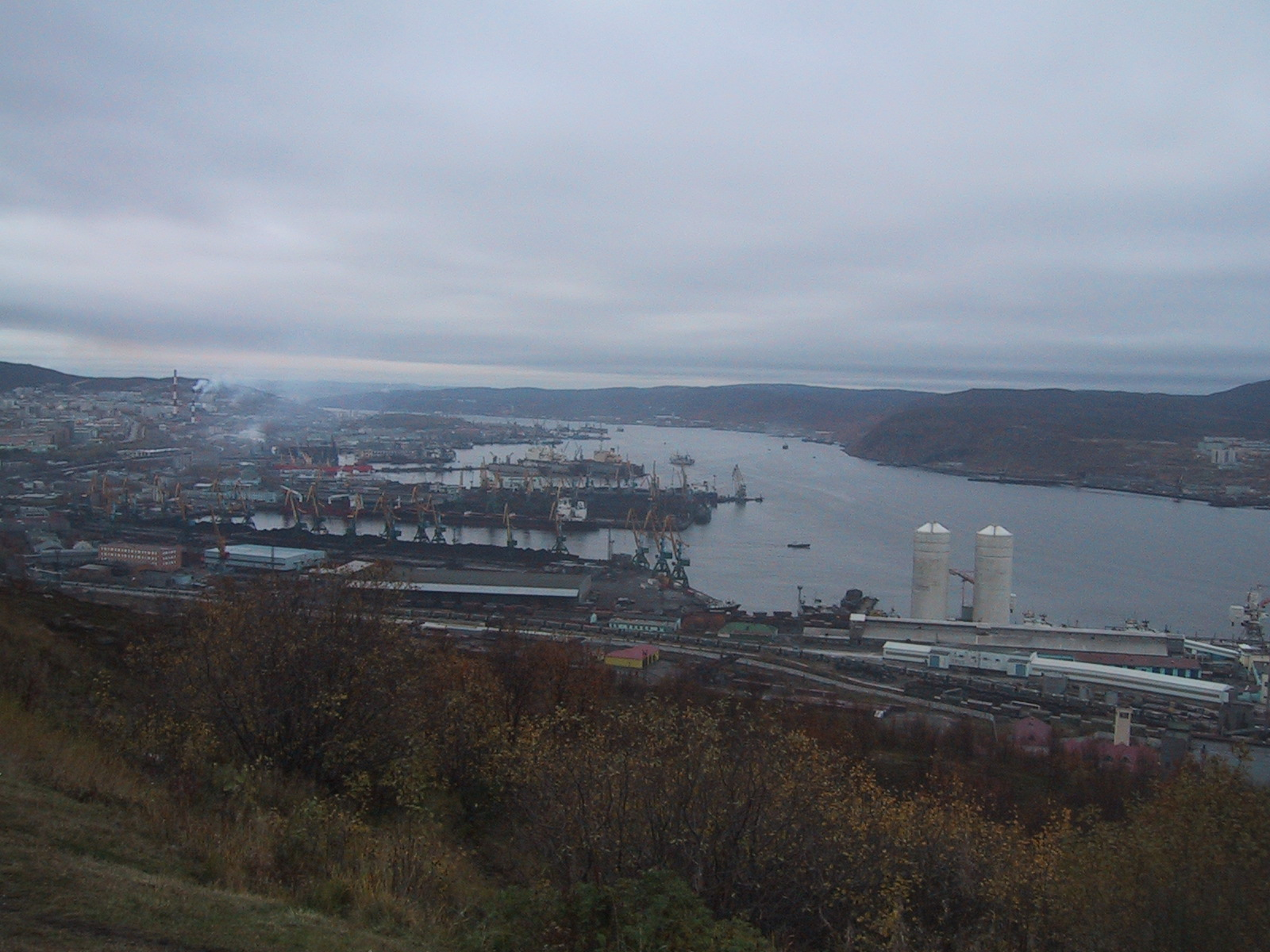
Vue de la baie de Kola depuis Mourmansk.
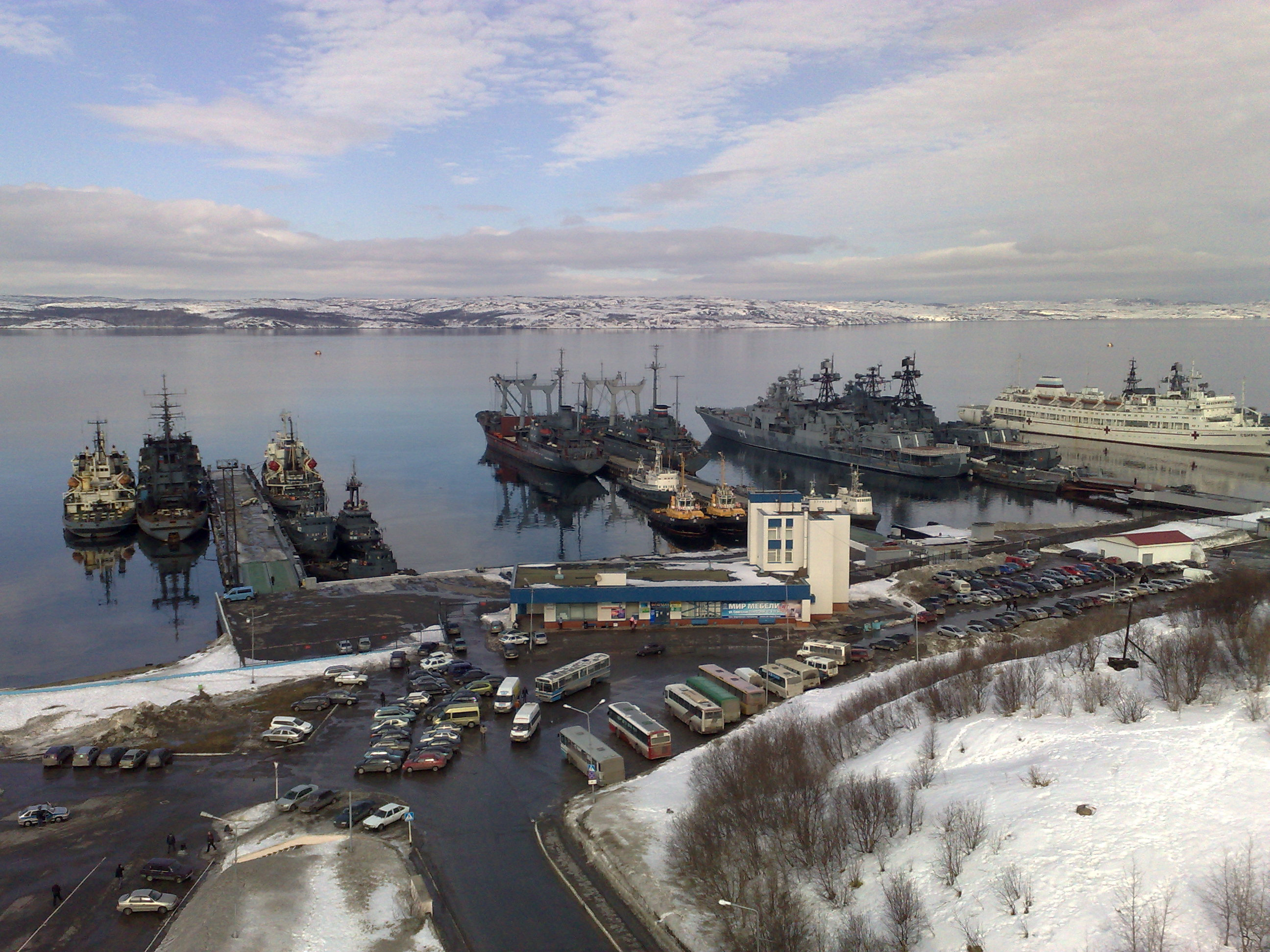
Vue du port de Severomorsk.
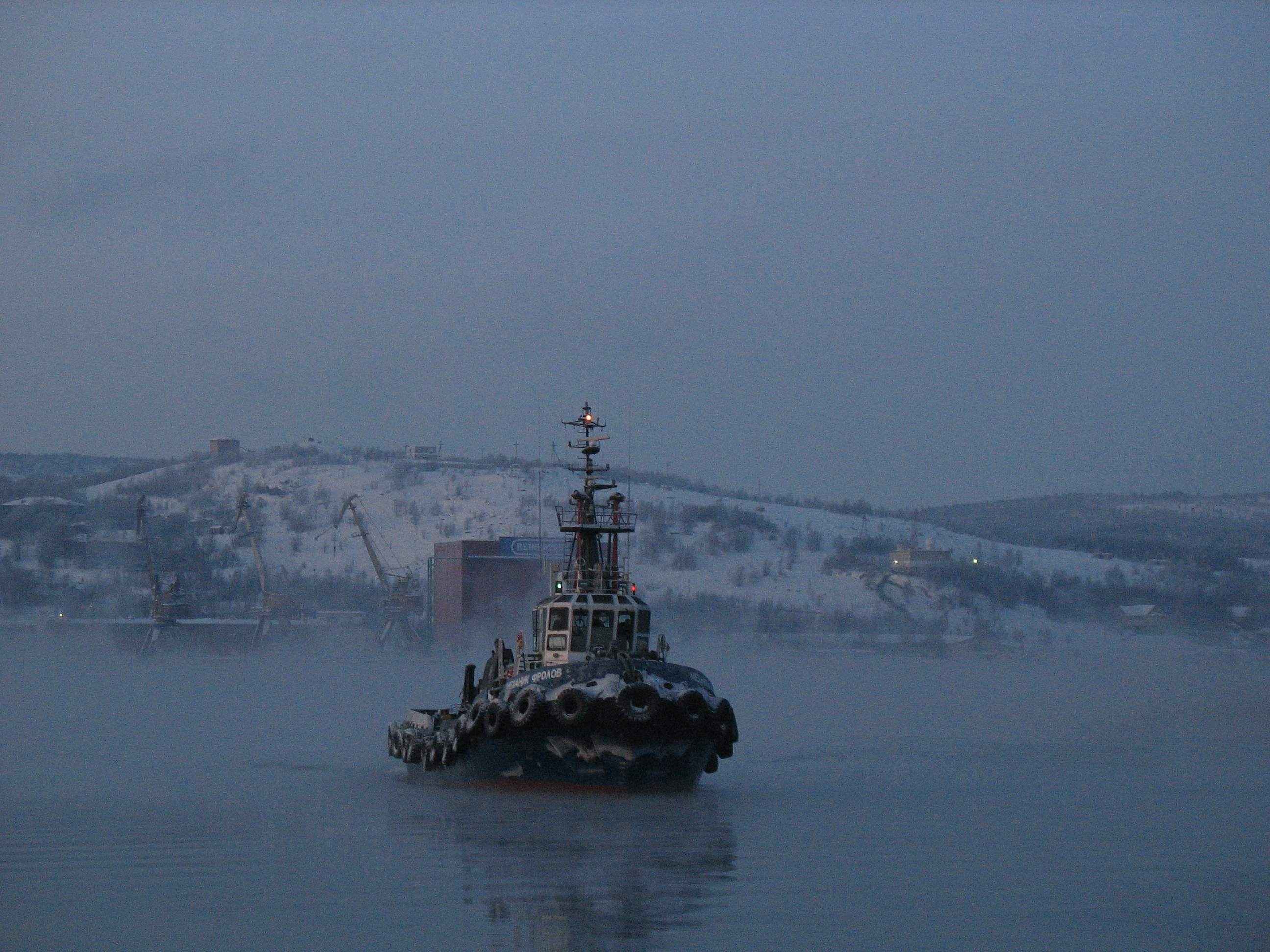
Un remorqueur dans la baie de Kola, un jour d'hiver.